# Villach-Lind
Villach-Lind je naselje Statutarnega mesta Beljak na Koroškem v Avstriji.